# Anne-Hyacinthe de Colleville
Anne-Hyacinthe de Saint-Léger de Colleville (París, 26 de marzo de 1761-Le Pré-Saint-Gervais, 18 de septiembre de 1824) fue una escritora francesa.

## Obras
Novelas
- 1781: Lettres du chevalier de saint Alme et de Mlle de Melcourt
- 1782: Alexandrine ou l'amour est une vertu
- 1802: MMe de M***, ou la rentière
- 1804: Victor de Martigues
- 1806: Salut à MM. les maris ou, Rose et d'Orsinval
- 1816: Coralie

Obras de teatro
- 1783: Le Bouquet du père de famille
- 1783: Les deux sœurs
- 1788: Sophie et Derville